# Llengües ianomami
Les llengües ianomami (també ianomamö, ianomáma, iamomámi, ianomamana, shamatari, shiriana, waika) és una petita família de llengües indígenes parlades pels ianomami a les zones de les Guaianes a la zona fronterera del nord del Brasil (estats de Roraima i Amazones) i sud de Veneçuela (Estat Amazones i Estat Bolívar).

## Classificació
Internament les llengües ianomami semblen dividides en tres grups un d'ells presentant variació interna. Quant a la comparació amb altres llengües s'han proposat diverses possibilitats però cap proposta ha guanyat acceptació general pel que el ianomami roman com un grup quasi-aïllat.

### Ferreira et al. (2019)
Ferreira, Machado & Senra (2019) divideix la família ianomami en dues branques, amb sis idiomes en total.
1. Ninam-Yanomam-Yaroamë
  - Nimam
    - Ninam (Yanami, Yanami-Ninami) - 900 parlants a Veneçuela i Brasil[3]

  - Yanomam-Yaroamë
    - Ianomám (també conegut com Waiká) - 6,000 parlants principalment a Veneçuela[4]
    - Ianomamö (també conegut com a Yanomame, Yanomami) - 20,000 parlants principalment al Brasil[5] 17.640 (2000)[6]
    - Iaroamë (també conegut com a Jawari) - 400 parlants al Brasil
    - Iãnoma - 178 parlants al Brasil
2. Sanumá
  - Sanumá (també conegut com a Tsanuma, Sanima) - 5,100 parlants principalment a Veneçuela (2000-2006)[7]

### Jolkesky (2016)
Classificació interna per Jolkesky (2016):
(† = extingida)
Yanomami
- Sanumá
- Yanam
- Yanomami, Central
  - Iaroame
  - Ianomam, Ianomamï

### Relacions amb altres famílies
La família ianomami no sol estar relacionada amb cap altra família lingüística. Joseph Greenberg ha suggerit una relació entre les ianomami i les i macrotxibtxa. Migliazza (1985) ha trobat algunes altres similituds superficials amb les llengües pano i les llengües txibtxa. Cap de les propostes és àmpliament acceptada.
El projecte comparatiu sistemàtic ASJP troba la major proximitat lèxica amb les llengües macro-gê, no obstant això, aquesta similitud podria deure's a raons accidentals i no és prova ferma de parentiu.
Jolkesky (2016) assenyala que hi ha semblances lèxiques amb les llengües irantxe, taruma, Katukina-Katawixi, Puinave-Kak, tupí, arawa, guahibo, i jívaro degut al contacte.

## Nom
Ianomami no és com els ianomami es diuen a si mateixos, sinó que és una paraula en la seva llengua que significa "home" o "ésser humà". L'antropòleg estatunidenc Napoleon Chagnon va adoptar aquest terme en la transcripció correcta "Ya̧nomamö" de la seva pronunciació per utilitzar-lo com a exònim per referir-se a la cultura i, per extensió, al poble. La paraula es pronuncia correctament amb la nasalització de totes les vocals. Com que el fonema indicat per l'ortografia 'ö' no existeix en anglès, s'han desenvolupat variacions en l'ortografia i la pronunciació del nom, tot utilitzant Yanomami, Yanomamö, Ya̧nomamö, i Yanomama.

## Descripció lingüística

### Fonologia
Fonèticament les llengües yanomamas presenten com és comuna entre les llengües amazòniques, vocals tant orals com nasals. Existeixen set qualitats vocàliques bàsiques:
|          | orals    | orals   | orals     | nasals   | nasals  | nasals    |
| -------- | -------- | ------- | --------- | -------- | ------- | --------- |
|          | anterior | central | posterior | anterior | central | posterior |
| tancades | i        | ɨ       | o         | ĩ        |         | ũ         |
| mitjanes | e        | ə       | o         |          | ə̃       |           |
| obertes  |          | a       |           |          | ã       |           |

La vocal /ɨ/ a vegades es transcriu com < i >, mentre que /ə/ a vegades es transcriu com < ö >. En Yanam, les vocals /o/ i /ɨ/ ha deixat de ser distintives, són només variants al·lofòniques.
Les consonants ianomami es mostren a la taula inferior:
|             | Labial | Alveolar | Post- alveolar | Palatal | Velar | Glotal |
| ----------- | ------ | -------- | -------------- | ------- | ----- | ------ |
| Nasal       | m      | n        |                |         |       |        |
| Oclusives   | p      | t tʰ     |                |         | k     | ʔ      |
| Fricatives  |        | s        | ʃ              | j       |       | h      |
| Aproximants | w      | l        |                |         |       |        |

### Gramàtica
- Determinants. Existeixen cinc díctics que han de triar-se segons la distància de l'objecte referit respecte al parlant i d'acord amb si són o no visibles (aquesta característica és freqüent en moltes llengües amazòniques, com les llengües tupí). Els demostratius, numerals, classificadors i quantificadors precedeixen al nom al qual determinen. Les llengües yanomami també presenten oposició d'inclusivitat en els pronoms personals de primera persona, encara que aquesta característica s'ha perdut en Yanam i Yanomam, encara que es conserva en les altres llengües.
- Nom. En el nom existeix una diferència entre possessió alienable i possessió inalienable, que novament és una característica típica de l'àrea lingüística amazònica. A més existeix un ampli sistema de classificadors nominals, al voltant d'un centenar, que són obligatoris amb el nom i apareixen just abans de l'arrel verbal.
- Adjectius. Per a la qualificació més que adjectius genuïns existeixen verbs estativos. Aquests verbs estativos van darrere del nom al qual qualifiquen.
- Verbs. El verb en la llengua ianomami tenen una característica interessant que és la categoria d'evidencialitat; d'acord amb això, en una oració afirmativa el verb té una marca segons el parlant hagi conegut els fets per visió directa, deducció a partir d'una altra evidència, per haver-ho sentit d'una altra persona o per assumir que es tracta d'un fet. Les altres variants posseeixen diferent nombre de distincions evidenciales.

L'objecte del verb pot ser incorporat a aquest, sobretot si no està enfocat: 
Apart:
kamijə-ny sipara ja-puhi-i
1sg-ERG destral 1sg-voler-DYNAMIC
'Jo vull un/la destral'
Incorporat:
kamijə-ny ja-sipara-puhi-i
1sg-ERG 1sg-destral-voler-DYN
'Jo vull [aquesta], la destral'
Les frases relatives es formen amb un sufix relativizador al verb ('REL' a baix) :
wãro-n shama shyra-wei ware-dt.
home-ERG tapir matar-REL menjar-COMPL
'l'home que va matar el tapir el va menjar'
El Sanumá posseeix a més un pronom relatiu ĩ.

### Sintaxi
- Tipologia lingüística. Tipològicament les llengües ianomami tenen un ordre bàsic SOV, fortament sufijantes, i predominantment amb marcatge de nucli amb alguns trets de marcatge de complement sintàctic. Des del punt de vista morfològic són llengües altament polisintètica.
- Alineament morfosintàctic. Les llengües ianomami tenen un alineament de tipus ergatiu-absolutiu cosa que significa que el subjecte d'un verb intransitiu es tracta anàlogament al pacient objecte d'un verb transitiu, mentre que el subjecte agent es marca de manera diferent mitjançant cas ergatiu. La marca de cas ergatiu és -ny. El verb té marques de concordança amb subjecte i objecte.

### Comparació lèxica
La següent taula compara els numerals de l'1 al 10 en diverses llengües ianomami:
| GLOSA | Ninam                    | Sanumá     | Ianomámi    | Ianomamö   | PROTO- YANOMAM |
| ----- | ------------------------ | ---------- | ----------- | ---------- | -------------- |
| 1     | mõli                     | ʦami       | moni imi    | mõrĩ       | *mõɾĩ          |
| 2     | kup yalu-kup yalu-ku-pèk | polakapi   | polakae imi | porokapi   | *poɾa-kop-     |
| 3     | yalami                   | ʦalaalaapə | 2+1         | yërëkëtapi | *yaɾa-         |
| 4     | yalami                   | ʦalaalaapə | 2+2         | yërëkëtapi | *yaɾa-         |
| 5     | yalami                   | ʦalaalaapə | 1 'mano'    | yërëkëtapi | *yaɾa-         |
| 6     | yalami                   | ʦalaalaapə | 'mano'+1    | yërëkëtapi | *yaɾa-         |
| 7     | yalami                   | ʦalaalaapə | 'mano'+2    | yërëkëtapi | *yaɾa-         |
| 8     | yalami                   | ʦalaalaapə | 'mano'+3    | yërëkëtapi | *yaɾa-         |
| 9     | yalami                   | ʦalaalaapə | 'mano'+4    | yërëkëtapi | *yaɾa-         |
| 10    | yalami                   | ʦalaalaapə | 2 'mano'    | yërëkëtapi | *yaɾa-         |

### Diccionaris
- Müller, Marie-Claude Mattei. (2007) Diccionario ilustrado yanomami-español / español-yanomami. Caracas: Epsilon Libros. 782pp.